# Thomas Powell (Eishockeyspieler)
Thomas Powell (* 12. Februar 1986 in Sydney) ist ein australischer Eishockeyspieler, der bei Melbourne Ice in der Australian Ice Hockey League unter Vertrag steht.

## Karriere
Thomas Powell verbrachte bisher seine gesamte Eishockeykarriere bei Melbourne Ice, für die er seit 2003 in der Australian Ice Hockey League auf dem Eis steht. Dabei wurde er 2007 als wertvollster Spieler der Liga ausgezeichnet. 2010, 2011, 2012 und 2017 gewann er mit seiner Mannschaft die Australische Meisterschaft, den Goodall Cup. Vor der Spielzeit 2018 wurde er für das All-Star-Game der AIHL nominiert.

### International
Für Australien nahm Powell im Juniorenbereich zunächst an der U20-Junioren-Weltmeisterschaft der Division III 2004 teil und erreichte beim Turnier in Sofia den Aufstieg in die Division II, zu dem er mit 10 Scorerpunkten (sieben Tore und drei Vorbereitungen) erheblich beigetragen hatte. In der Division II spielte er mit seiner Mannschaft dann bei den U-20-Junioren-Weltmeisterschaften 2005 und 2006.
Im Herrenbereich stand er erstmals bei den Weltmeisterschaften der Division II 2008 im Aufgebot seines Landes und erreichte mit den „Aussies“ dabei durch den Sieg beim Heimturnier in Newcastle den erstmaligen Aufstieg in die Division I. Dort wurde Powell jedoch nicht eingesetzt und so spielte er nach dem umgehenden Abstieg der Australier auch 2010 und 2011 in der Division II. Nachdem 2011 bei einem erneuten Heimturnier, diesmal in Melbourne, wieder der Aufstieg gelang, trat er 2012 erstmals in der Division I an, musste mit seinem Team gleich wieder absteigen, so dass er 2013, 2014, 2015, 2016, 2017, 2018 und 2019 zum wiederholten Mal in der Division II auf dem Eis stand.

## Erfolge und Auszeichnungen
- 2004 Aufstieg in die Division II bei der U-20-Weltmeisterschaft der Division III
- 2007 Most Valuable Player der Australian Ice Hockey League
- 2008 Aufstieg in die Division I bei der Weltmeisterschaft der Division II, Gruppe B
- 2010 Goodall-Cup-Gewinn mit Melbourne Ice
- 2011 Goodall-Cup-Gewinn mit Melbourne Ice
- 2011 Aufstieg in die Division I bei der Weltmeisterschaft der Division II, Gruppe A
- 2012 Goodall-Cup-Gewinn mit Melbourne Ice
- 2016 Aufstieg in die Division II, Gruppe A, bei der Weltmeisterschaft der Division II, Gruppe B
- 2017 Goodall-Cup-Gewinn mit Melbourne Ice